# Dániel Gazdag
Dániel Gazdag (Nyíregyháza, 2 marzo 1996) è un calciatore ungherese, centrocampista del Columbus Crew e della nazionale ungherese.

## Caratteristiche tecniche
Centrale che gioca per la squadra dalla buona duttilità può anche ricoprire il ruolo di trequartista.

## Carriera

### Club
Inizia a giocare a calcio con il Nyíregyháza, squadra della sua città natale. Nel 2010 appena quattordicenne avviene il suo passaggio all'Honvéd che lo inserisce nella squadra B a partire dalla stagione 2013-14 restandoci per tre stagioni con un bilancio di una rete mesa a segno in 26 presenze. A partire dalla stagione 2014-15 sotto la guida del mister Pietro Vierchowod viene promosso in prima squadra facendo il suo esordio il 23 settembre 2014 nel 3º Turno della Coppa d'Ungheria contro il BKV Előre segnando all'esordio e contribuendo così alla vittoria per 3-1 della sua squadra, l'esordio in campionato arriva invece tre giorni dopo contro il Pecsi. Dopo un paio di stagioni alternate tra prima e seconda squadra a partire dalla stagione 2016-17 sotto la gestione del mister Marco Rossi resta in prima squadra divenendo uno dei titolari del centrocampo rossonero. Il 27 maggio 2017 dopo aver vinto lo scontro al vertice per 1-0 contro il Videoton si laurea insieme al resto della squadra campione d'Ungheria. Il 28 ottobre 2017 segna il suo primo gol in campionato segnando un gol dalla distanza di 30 metri nella sfida vinta poi 3-0 ai danni del Balmazújváros, rete che al termine della stagione viene premiata come miglior gol dell'anno. Il 20 settembre 2020 in occasione del primo turno della Coppa d'Ungheria contro il Tiszaújváros vinta per 7-1, segna in una singola partita quattro reti e fornisce due assist. Nel mese di dicembre 2020 raggiunge le 200 presenze con la maglia dell'Honvéd. Al termine della stagione dopo un'annata giocata su grandi livelli con ben 18 reti totali e la vittoria del gol più bello dell'anno e il premio di miglior giocatore della NBI dopo 11 anni e 221 presenze con 32 reti accetta l'offerta degli americani del Philadelphia Union.
Nel mese di aprile 2025, dopo quattro stagioni e mezze a Filadelfia, viene ingaggiato dal Columbus Crew.

### Nazionale
Dal 2017 fa parte della Nazionale Under-21 indossando la fascia da capitano e di cui ha all'attivo 4 presenze. A novembre 2018 viene chiamato da Marco Rossi suo tecnico ai tempi dell'Honvéd in nazionale maggiore, per le sfide contro Estonia e Finlandia rimanendo tuttavia in panchina. Esordisce il 5 settembre nell'amichevole con il Montenegro uscendo ad inizio ripresa per far posto ad István Kovács. Segna la sua prima rete il 31 marzo 2021 nel match contro l'Andorra valevole per la Qualificazioni al campionato mondiale 2022.

## Statistiche

### Presenze e reti nei club
Statistiche aggiornate al 26 aprile 2025.
| Stagione                  | Squadra                   | Campionato                | Campionato | Campionato | Coppe nazionali | Coppe nazionali | Coppe nazionali | Coppe continentali | Coppe continentali | Coppe continentali | Altre coppe | Altre coppe | Altre coppe | Totale | Totale |
| Stagione                  | Squadra                   | Comp                      | Pres       | Reti       | Comp            | Pres            | Reti            | Comp               | Pres               | Reti               | Comp        | Pres        | Reti        | Pres   | Reti   |
| ------------------------- | ------------------------- | ------------------------- | ---------- | ---------- | --------------- | --------------- | --------------- | ------------------ | ------------------ | ------------------ | ----------- | ----------- | ----------- | ------ | ------ |
| 2013-2014                 | Honvéd II                 | NBIII                     | 7          | 0          | -               | -               | -               | -                  | -                  | -                  | -           | -           | -           | 7      | 0      |
| 2014-2015                 | Honvéd II                 | NBIII                     | 9          | 1          | -               | -               | -               | -                  | -                  | -                  | -           | -           | -           | 9      | 1      |
| 2015-2016                 | Honvéd II                 | NBIII                     | 10         | 0          | -               | -               | -               | -                  | -                  | -                  | -           | -           | -           | 10     | 0      |
| Totale Honvéd II          | Totale Honvéd II          | Totale Honvéd II          | 26         | 1          |                 | -               | -               |                    | -                  | -                  |             | -           | -           | 26     | 1      |
| 2014-2015                 | Honvéd                    | NBI                       | 12         | 0          | MK+MLK          | 1+9             | 1+1             | -                  | -                  | -                  | -           | -           | -           | 22     | 2      |
| 2015-2016                 | Honvéd                    | NBI                       | 24         | 0          | MK              | 2               | 0               | -                  | -                  | -                  | -           | -           | -           | 26     | 0      |
| 2016-2017                 | Honvéd                    | NBI                       | 32         | 0          | MK              | 2               | 0               |                    | -                  | -                  | -           | -           | -           | 34     | 0      |
| 2017-2018                 | Honvéd                    | NBI                       | 27         | 2          | MK              | 7               | 2               | UCL                | 2                  | 0                  | -           | -           | -           | 36     | 4      |
| 2018-2019                 | Honvéd                    | NBI                       | 26         | 1          | MK              | 6               | 0               | UEL                | 3                  | 0                  | -           | -           | -           | 35     | 1      |
| 2019-2020                 | Honvéd                    | NBI                       | 22         | 5          | MK              | 8               | 1               | UEL                | 3                  | 1                  | -           | -           | -           | 33     | 7      |
| 2020-2021                 | Honvéd                    | NBI                       | 30         | 13         | MK              | 2               | 5               | UEL                | 2                  | 0                  | -           | -           | -           | 34     | 18     |
| Totale Honvéd             | Totale Honvéd             | Totale Honvéd             | 172        | 21         |                 | 39              | 10              |                    | 10                 | 1                  |             | -           | -           | 221    | 32     |
| 2021                      | Philadelphia Union        | MLS                       | 26         | 5          |                 | -               | -               | CCL                | 2                  | 0                  | -           | -           | -           | 28     | 5      |
| 2022                      | Philadelphia Union        | MLS                       | 37         | 24         | USOC            | 1               | 0               |                    | -                  | -                  |             | -           | -           | 38     | 24     |
| 2023                      | Philadelphia Union        | MLS                       | 35         | 15         | USOC            | 1               | 0               | CCL                | 6                  | 3                  | LC          | 3           | 4           | 44     | 22     |
| 2024                      | Philadelphia Union        | MLS                       | 30         | 17         | USOC            | -               | -               | CCC                | 4                  | 0                  | LC          | 7           | 2           | 41     | 19     |
| feb.-apr. 2025            | Philadelphia Union        | MLS                       | 6          | 2          | USOC            | -               | -               |                    | -                  | -                  |             | -           | -           | 6      | 2      |
| Totale Philadelphia Union | Totale Philadelphia Union | Totale Philadelphia Union | 134        | 63         |                 | 2               | 0               |                    | 13                 | 3                  |             | 10          | 6           | 159    | 72     |
| apr.-dic. 2025            | Columbus Crew             | MLS                       | 3          | 0          | USOC            | -               | -               |                    | -                  | -                  | LC          | -           | -           | 3      | 0      |
| Totale carriera           | Totale carriera           | Totale carriera           | 335        | 85         |                 | 41              | 10              |                    | 23                 | 4                  |             | 10          | 6           | 407    | 105    |

### Cronologia presenze e reti in nazionale
| Cronologia completa delle presenze e delle reti in nazionale ― Ungheria | Cronologia completa delle presenze e delle reti in nazionale ― Ungheria | Cronologia completa delle presenze e delle reti in nazionale ― Ungheria | Cronologia completa delle presenze e delle reti in nazionale ― Ungheria | Cronologia completa delle presenze e delle reti in nazionale ― Ungheria | Cronologia completa delle presenze e delle reti in nazionale ― Ungheria | Cronologia completa delle presenze e delle reti in nazionale ― Ungheria | Cronologia completa delle presenze e delle reti in nazionale ― Ungheria |
| Data                                                                    | Città                                                                   | In casa                                                                 | Risultato                                                               | Ospiti                                                                  | Competizione                                                            | Reti                                                                    | Note                                                                    |
| ----------------------------------------------------------------------- | ----------------------------------------------------------------------- | ----------------------------------------------------------------------- | ----------------------------------------------------------------------- | ----------------------------------------------------------------------- | ----------------------------------------------------------------------- | ----------------------------------------------------------------------- | ----------------------------------------------------------------------- |
| 5-9-2019                                                                | Podgorica                                                               | Montenegro                                                              | 2 – 1                                                                   | Ungheria                                                                | Amichevole                                                              | -                                                                       | 46’                                                                     |
| 8-10-2020                                                               | Sofia                                                                   | Bulgaria                                                                | 1 – 3                                                                   | Ungheria                                                                | Qual. Euro 2020                                                         | -                                                                       | 82’ 88’                                                                 |
| 11-10-2020                                                              | Belgrado                                                                | Serbia                                                                  | 0 – 1                                                                   | Ungheria                                                                | UEFA Nations League 2020-2021 - 1º turno                                | -                                                                       | 36’ 77’                                                                 |
| 14-10-2020                                                              | Mosca                                                                   | Russia                                                                  | 0 – 0                                                                   | Ungheria                                                                | UEFA Nations League 2020-2021 - 1º turno                                | -                                                                       | 46’                                                                     |
| 28-3-2021                                                               | Serravalle                                                              | San Marino                                                              | 0 – 3                                                                   | Ungheria                                                                | Qual. Mondiali 2022                                                     | -                                                                       | 63’                                                                     |
| 31-3-2021                                                               | Andorra la Vella                                                        | Andorra                                                                 | 1 – 4                                                                   | Ungheria                                                                | Qual. Mondiali 2022                                                     | 1                                                                       | 29’                                                                     |
| 2-9-2021                                                                | Budapest                                                                | Ungheria                                                                | 0 – 4                                                                   | Inghilterra                                                             | Qual. Mondiali 2022                                                     | -                                                                       | 82’ 89’                                                                 |
| 5-9-2021                                                                | Elbasan                                                                 | Albania                                                                 | 1 – 0                                                                   | Ungheria                                                                | Qual. Mondiali 2022                                                     | -                                                                       | 67’                                                                     |
| 8-9-2021                                                                | Bucarest                                                                | Ungheria                                                                | 2 – 1                                                                   | Andorra                                                                 | Qual. Mondiali 2022                                                     | -                                                                       | 65’                                                                     |
| 12-11-2021                                                              | Budapest                                                                | Ungheria                                                                | 4 – 0                                                                   | San Marino                                                              | Qual. Mondiali 2022                                                     | 1                                                                       | 73’                                                                     |
| 15-11-2021                                                              | Varsavia                                                                | Polonia                                                                 | 1 – 2                                                                   | Ungheria                                                                | Qual. Mondiali 2022                                                     | 1                                                                       | 58’ 74’                                                                 |
| 24-3-2022                                                               | Budapest                                                                | Ungheria                                                                | 0 – 1                                                                   | Serbia                                                                  | Amichevole                                                              | -                                                                       | 59’ 87’                                                                 |
| 29-3-2022                                                               | Belfast                                                                 | Irlanda del Nord                                                        | 0 – 1                                                                   | Ungheria                                                                | Amichevole                                                              | -                                                                       | 72’                                                                     |
| 11-6-2022                                                               | Budapest                                                                | Ungheria                                                                | 1 – 1                                                                   | Germania                                                                | UEFA Nations League 2022-2023 - 1º turno                                | -                                                                       | 75’                                                                     |
| 14-6-2022                                                               | Wolverhampton                                                           | Inghilterra                                                             | 0 – 4                                                                   | Ungheria                                                                | UEFA Nations League 2022-2023 - 1º turno                                | 1                                                                       | 55’                                                                     |
| 23-9-2022                                                               | Lipsia                                                                  | Germania                                                                | 0 – 1                                                                   | Ungheria                                                                | UEFA Nations League 2022-2023 - 1º turno                                | -                                                                       | 67’                                                                     |
| 26-9-2022                                                               | Budapest                                                                | Ungheria                                                                | 0 – 2                                                                   | Italia                                                                  | UEFA Nations League 2022-2023 - 1º turno                                | -                                                                       | 57’                                                                     |
| 17-11-2022                                                              | Lussemburgo                                                             | Lussemburgo                                                             | 2 – 2                                                                   | Ungheria                                                                | Amichevole                                                              | -                                                                       | 58’                                                                     |
| 23-3-2023                                                               | Budapest                                                                | Ungheria                                                                | 1 – 0                                                                   | Estonia                                                                 | Amichevole                                                              | -                                                                       | 60’                                                                     |
| 20-6-2023                                                               | Budapest                                                                | Ungheria                                                                | 2 – 0                                                                   | Lituania                                                                | Qual. Euro 2024                                                         | -                                                                       | 79’                                                                     |
| 17-10-2023                                                              | Kaunas                                                                  | Lituania                                                                | 2 – 2                                                                   | Ungheria                                                                | Qual. Euro 2024                                                         | -                                                                       | 46’                                                                     |
| 16-11-2023                                                              | Sofia                                                                   | Bulgaria                                                                | 2 – 2                                                                   | Ungheria                                                                | Qual. Euro 2024                                                         | -                                                                       | 81’                                                                     |
| 19-11-2023                                                              | Budapest                                                                | Ungheria                                                                | 3 – 1                                                                   | Montenegro                                                              | Qual. Euro 2024                                                         | -                                                                       | 35’ 46’                                                                 |
| 26-3-2024                                                               | Budapest                                                                | Ungheria                                                                | 2 – 0                                                                   | Kosovo                                                                  | Amichevole                                                              | -                                                                       | 46’                                                                     |
| 8-6-2024                                                                | Debrecen                                                                | Ungheria                                                                | 3 – 0                                                                   | Israele                                                                 | Amichevole                                                              | -                                                                       | 46’                                                                     |
| 19-6-2024                                                               | Stoccarda                                                               | Germania                                                                | 2 – 0                                                                   | Ungheria                                                                | Euro 2024 - 1º turno                                                    | -                                                                       | 87’                                                                     |
| 14-10-2024                                                              | Zenica                                                                  | Bosnia ed Erzegovina                                                    | 0 – 2                                                                   | Ungheria                                                                | UEFA Nations League 2024-2025 - 1º turno                                | -                                                                       | 68’                                                                     |
| 20-3-2025                                                               | Istanbul                                                                | Turchia                                                                 | 3 – 1                                                                   | Ungheria                                                                | UEFA Nations League 2024-2025 - Play-off                                | -                                                                       | 90+2’                                                                   |
| 23-3-2025                                                               | Budapest                                                                | Ungheria                                                                | 0 – 3                                                                   | Turchia                                                                 | UEFA Nations League 2024-2025 - Play-off                                | -                                                                       | 60’                                                                     |
| 6-6-2025                                                                | Budapest                                                                | Ungheria                                                                | 0 – 2                                                                   | Svezia                                                                  | Amichevole                                                              | -                                                                       | 61’                                                                     |
| Totale                                                                  |                                                                         | Presenze                                                                | 30                                                                      |                                                                         | Reti                                                                    | 4                                                                       |                                                                         |

## Palmarès

### Club
- Campionato ungherese: 1

Honvéd: 2016-2017
- Coppa d'Ungheria: 1

Honvéd: 2019-2020

### Individuale
- Gol dell'anno della NBI: 2

2017-2018, 2020-2021
- Miglior giocatore dell'anno under-21 della NBI: 1

2017-2018
- Miglior giocatore dell'anno della NBI: 1

2020-2021
- MLS Best XI: 1

2022